# Reinhold Fritzgaertner
Reinhold Fritzgaertner, también escrito como Fritz-Gaertner, Fritz-gartner o Fritzgärtner (1849-1916) fungió como geólogo e inspector general de Minas del Gobierno de Honduras a finales del siglo XIX. También fue editor del Honduras Progress, un periódico bisemanal impreso en Honduras.

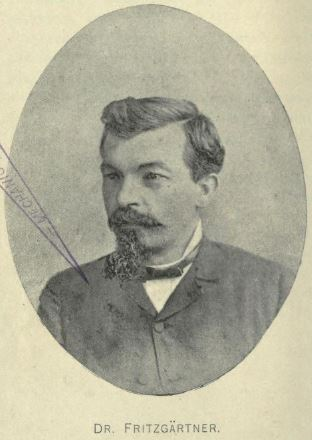
REINHOLD FRITZGAERTNER

## Reseña biográfica
Fritzgaertner nació en Prusia en el año de 1849. Estudió en las universidades de Tubinga, Freiberg y Stuttgart, especializándose en geología. Sirvió en la guerra franco-prusiana antes de los 30 años. Posteriormente emigró a los Estados Unidos y se dedicó al trabajo científico.
Fue asistente de mineralogía en el Museo del Estado de Nueva York hacia el año 1877, cuando James Hall era el director de este importante museo. James Hall, fue uno de los gigantes entre los primeros científicos estadounidenses, fundador y presidente de la Asociación Estadounidense para el Avance de la Ciencia y el primer presidente de la Sociedad Geológica de Estados Unidos. Ingresó en 1878 a la Academia de Ciencias de Nueva York.
En agosto de 1875 contrajo matrimonio con Lura Frances Owen. Después de su estadía en Estados Unidos emigró a Honduras, donde realizó importantes descubrimientos científicos y fue considerado una importante referencia académica por científicos de otros países, como Karl Sapper, Edward Drinker Cope o David Fairchild. La especie de mariposa Pleusioneura fritzgaertneri, Bailey (1880) fue descubierta por Friztgaertner en 1879 durante la exploración de una mina en la república de El Salvador.
Fritzgaertner fue nombrado geólogo y minerólogo del Estado de Honduras en agosto de 1878, siendo presidente de Honduras Marco Aurelio Soto. Fritzgaertner se desempeñó no solo en el Bureau de Minería de Honduras sino también como un importante asesor académico del Gobierno de Honduras en las diferentes exposiciones mundiales en las que este país participó, siendo un ejemplo de su contribución en este ámbito la EXPOSICIÓN MINERAL DE LA COSTA DEL PACÍFICO desarrollada en 1883 en San Francisco, California, EE. UU., en la que Honduras participó mostrando menas, minerales y fósiles.
En marzo del año 1887 fue contratado nuevamente como geólogo del Estado de Honduras siendo presidente de la nación Luis Bográn, encargándosele la organización de una oficina de ensayos minerales y la enseñanza de sus conocimientos de minería. Las investigaciones de Fritzgaertner influyeron significativamente en la explotación minera en Honduras, siendo el proyecto de la empresa Rosario Mining Company en la mina de San Juancito uno de los casos más representativos.
Recientemente, investigaciones realizadas por la Universidad Nacional Autónoma de Honduras documentaron el importante papel de Fritzgaertner en el reporte de fósiles de Honduras, anticipando el descubrimiento de los Dinosaurios de América Central.
Reinhold Fritzgaertner residió en Honduras hasta su fallecimiento en 1916.